# Petrignacola
Petrignacola è una frazione del comune di Corniglio, in provincia di Parma; è suddivisa nelle due località di Petrignacola Inferiore e Petrignacola Superiore.
La frazione dista 4,22 km dal capoluogo.

## Geografia fisica
Petrigacola sorge sulla riva sinistra del Torrente Parma; la frazione superiore è posta ad un'altezza di 670 m s.l.m., mentre quella inferiore a 630 m s.l.m..

## Storia
Petrignacola viene citata la prima volta nell'atto di donazione del conte Berardo alla Canonica di Parma del 9 ottobre 995: "sine in locis et fundis quae dicitur... Pedergnaculae". Nel 1387 passò, assieme a Beduzzo, alla dinastia dei Terzi, quindi nel 1449 ai Rossi. Seguì quindi le sorti del vicino Beduzzo, passando dai Rossi ai Visconti di Saliceto, ai Pallavicino (1513), nuovamente ai Rossi (1521), per poi entrare a far parte della Camera Ducale di Parma nel 1593.

## Monumenti e luoghi d'interesse

### Chiesa di San Michele Arcangelo

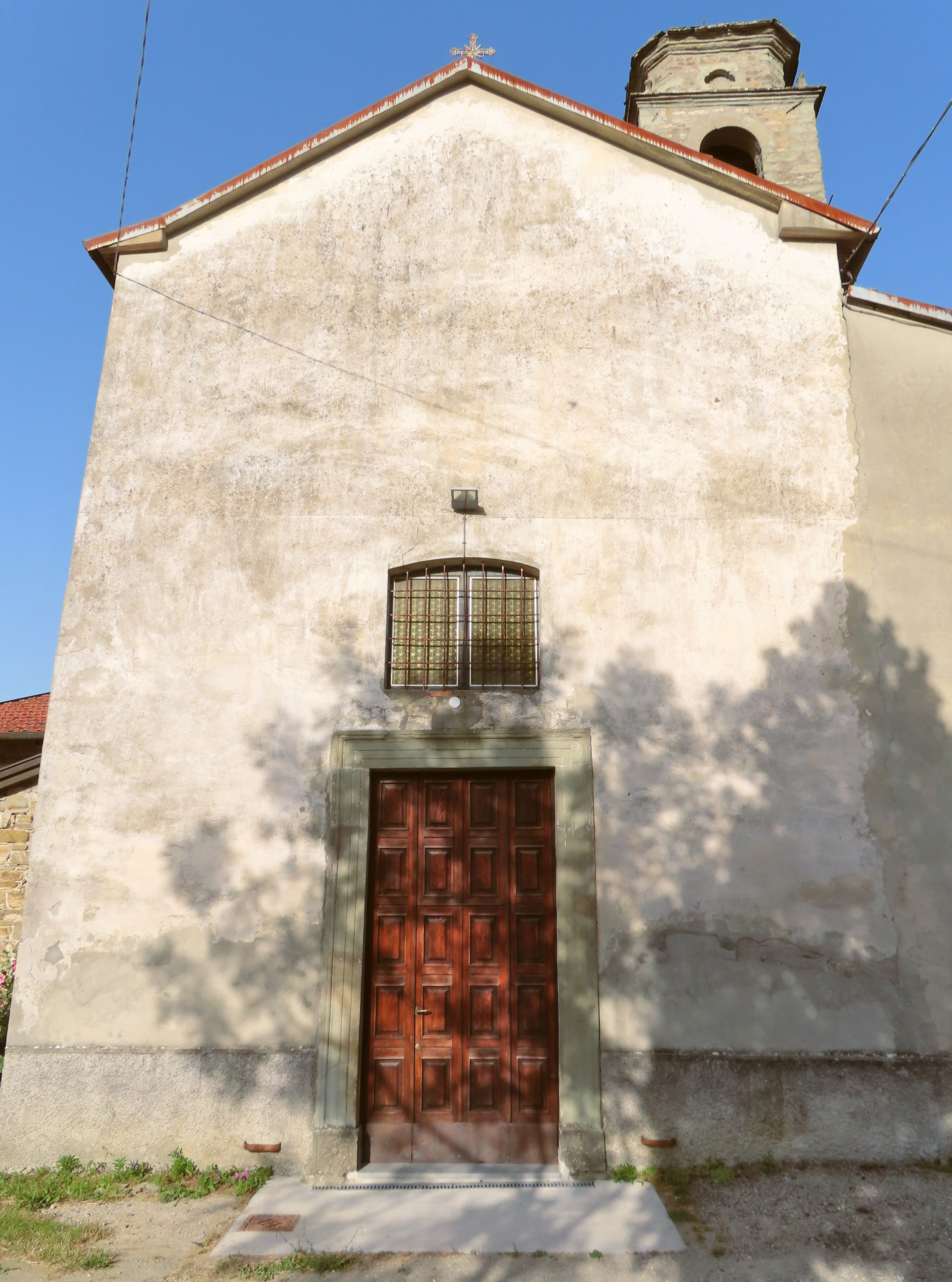
Chiesa di San Michele Arcangelo

Menzionata per la prima volta nel 1230, l'antica cappella di San Michele Arcangelo divenne sede parrocchiale autonoma nel 1564; danneggiata da una frana verso la fine del XVI secolo, la chiesa fu ricostruita in forme barocche nel 1601 e consacrata nel 1623; dotata di una nuova torre campanaria poco dopo la metà del XVIII secolo, fu rifatta nella zona absidale nel 1895. L'edificio, caratterizzato dalla presenza di un portale in arenaria con archivolto scolpito nel XII secolo alla base del campanile, conserva internamente una croce astile bronzea risalente al XVI secolo e un fonte battesimale realizzato nel 1571.